# Столичне шосе
Столи́чне шосе́ — вулиця у Голосіївському районі міста Києва, у місцевостях Конча-Заспа, Корчувате, Пирогів, Віта-Литовська. Пролягає від Наддніпрянського шосе (поблизу Промислової вулиці) до межі міста і автошляху Р01 (на Обухів).
Прилучаються вулиці Набережно-Корчуватська, Ходосівська, Новопирогівська, Мисливська,Фестивальна, Передова, Академіка Заболотного, Лютнева (двічі), Португальська, Вітавська, Спокійна (Низинна), Дібровна, Максима Славинського, 

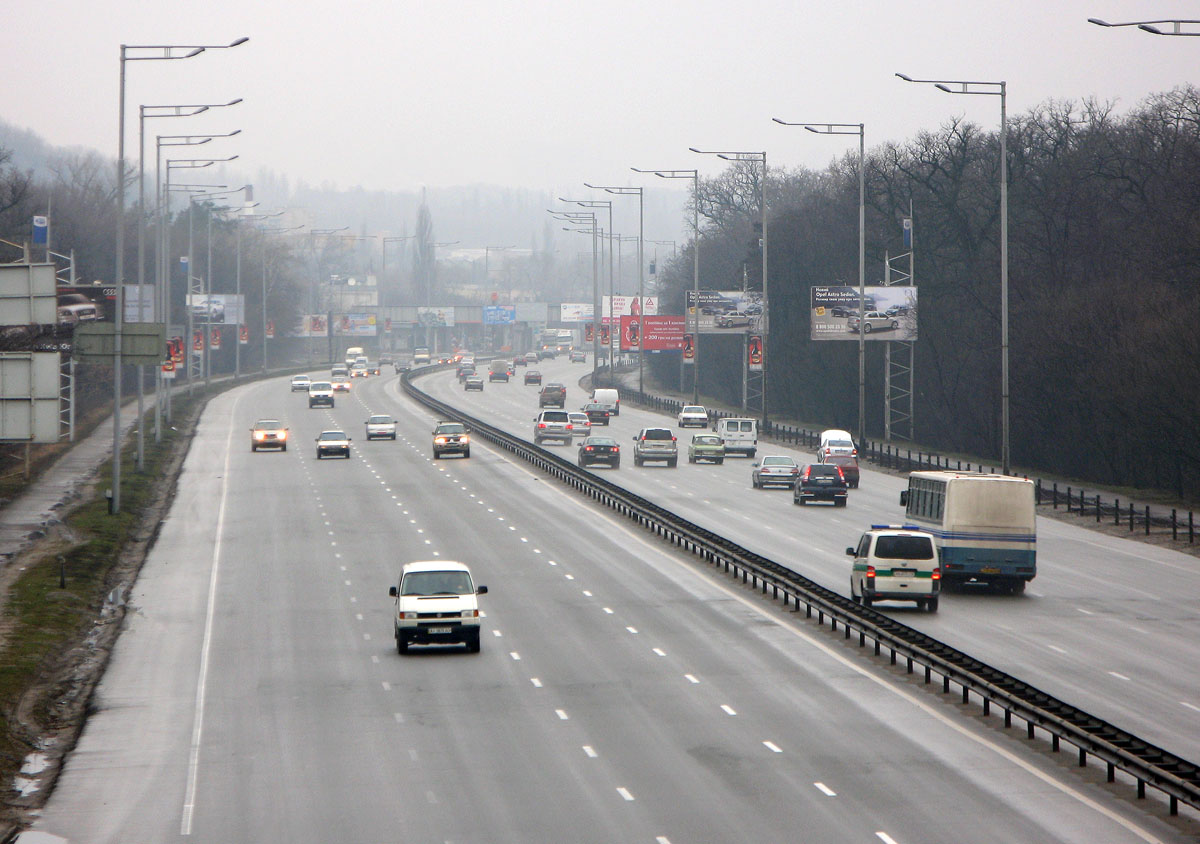
Столичне шосе

Ігоря Диченка, Ліснича, Любомирська та Конча-Заспинська, провулки Набережний, Мисливський, Підбірний та Дібровний, проспект Науки, Віто-Литовський провулок (двічі), шосе на Дніпро (шляхопровід), шлях до острова Водників та залізничній шляхопровід.
Вулиця перетинає урочище Бичок і ділить його на дві частини. Урочище є частиною Національного природного парку «Голосіївський».

## Історія

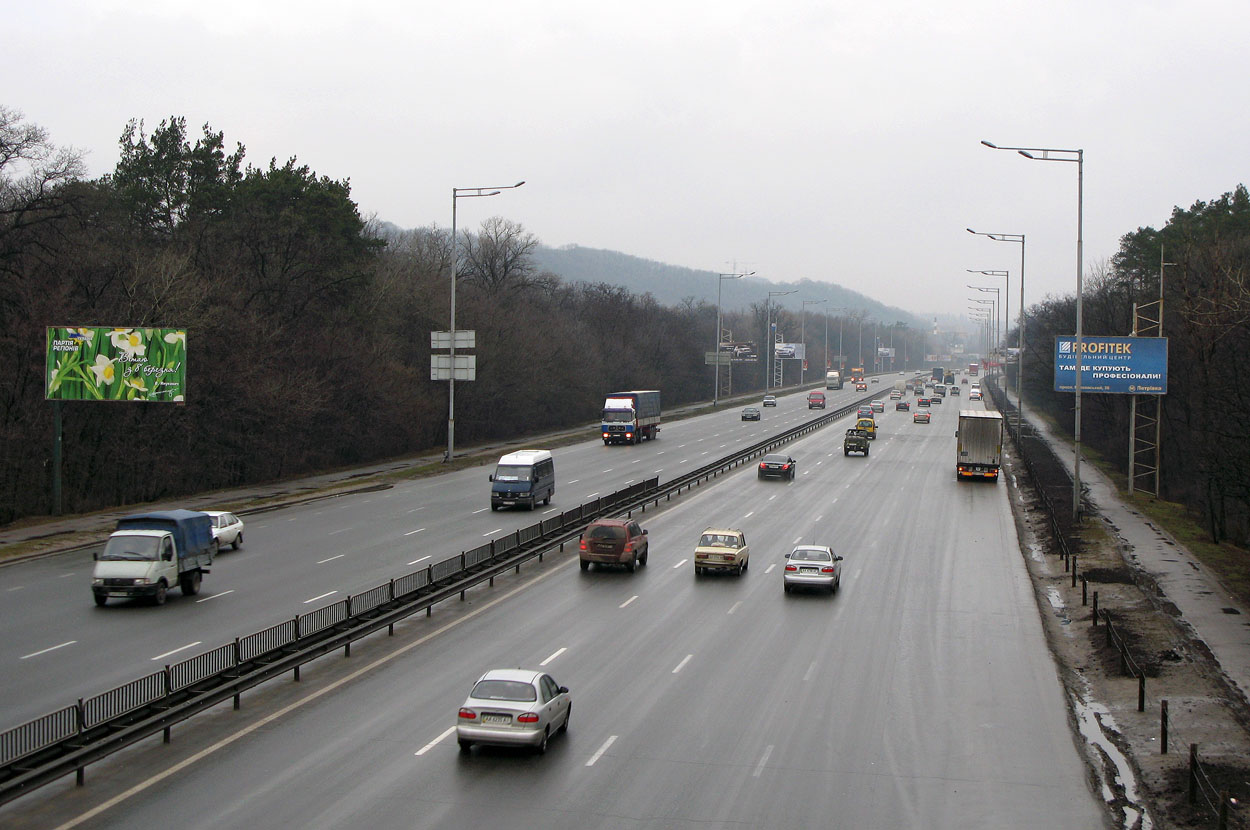
Столичне шосе

Шосе виникло на стародавньому Обухівському шляху. Сучасна назва — з 1957 року. У 1975—1976 роках більшу його частину було реконструйовано, перетворено на швидкісну автомагістраль, до нього приєднано частину Віто-Літовського провулку (Чапаєвського шосе) (між вулицею Промисловою та проспектом Науки) — нову магістраль, «прорізану» через стару забудову селища Корчувате (між проспектом Науки та Мисливською вулицею).
У 2022 році Міністерство інфраструктури України пропонувало побудувати автотунелі під річкою Дніпро, щоб зменшити затори. Будівництво тунелів вважається оптимальним рішенням, щоб зменшити навантаження на вулично-дорожню мережу Києва. Було запропоновано побудувати ділянку від Столичного шосе до автошляху міжнародного значення М03 Київ — Харків — Довжанський (на ділянці Київ — Бориспіль) та від вулиці Богатирської до вулиці Оноре де Бальзака.

## Установи та заклади
Непарна сторона:
- № 45 — Навчально-тренувальна база «Динамо» в Конча-Заспі
- № 103 — Редакція газети «Україна молода»

Парна сторона:
- № 30 — Бібліотека «Чапаєвка» сімейного читання
- № 90 — «Автоцентр на Столичному» корпорації «Укравто»
- № 104-А — Центральний авторинок.

## Галерея

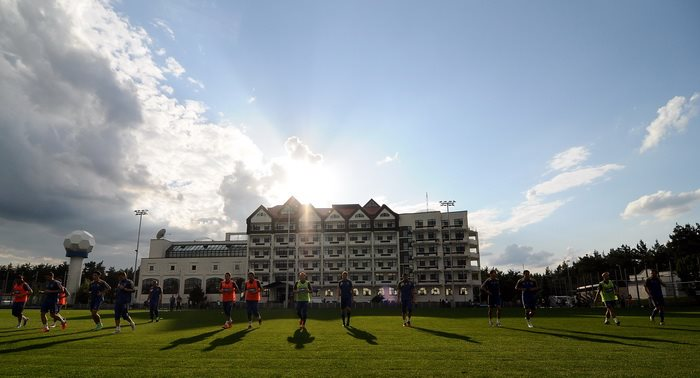
Навчально-тренувальна база «Динамо»
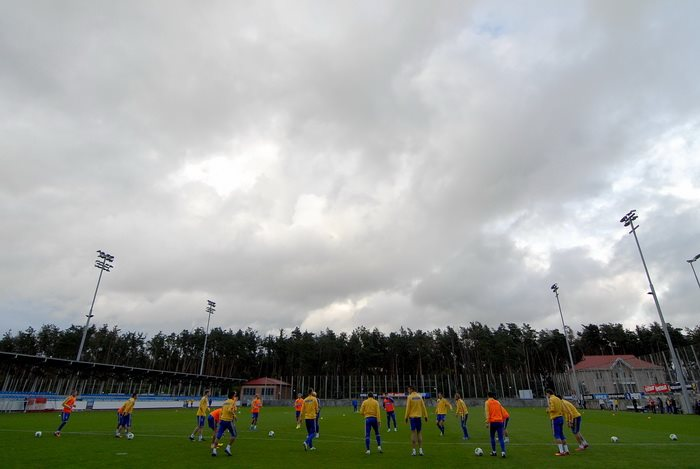
Футбольне поле бази «Динамо»
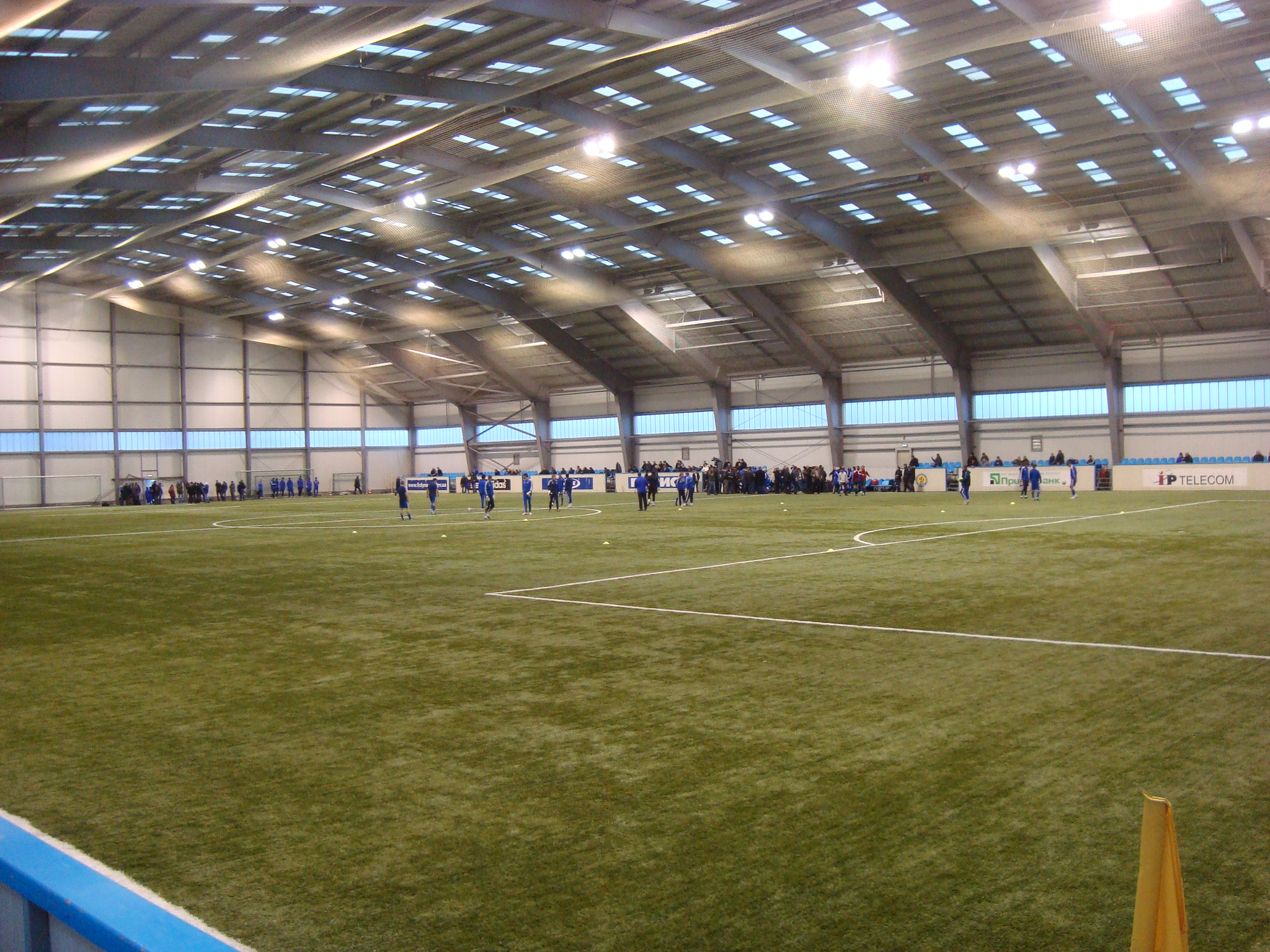
Критий манеж бази «Динамо»